# Rio Orco
Orco é um rio italiano.